# Morti nell'844
| Questa pagina contiene informazioni ricavate automaticamente dalle voci biografiche con l'ausilio del template Bio e di un bot. L'aggiornamento è periodico e automatico e ricostruisce completamente la pagina. Se manca una persona in questa lista, sei pregato di non aggiungerla, ma accertati piuttosto che la sua voce biografica contenga il template Bio e che i dati anagrafici siano correttamente compilati. Se il template Bio manca, inseriscilo tu stesso o, in alternativa, metti l'avviso {{tmp\|Bio}} che ne segnala la mancanza. Se i dati riportati sono sbagliati, correggi direttamente la voce biografica; le modifiche saranno visibili in questa lista entro pochi giorni. Per chiarimenti vedi il progetto biografie. La lista contiene solo le 9 persone che sono citate nell'enciclopedia e per le quali è stato implementato correttamente il template Bio. Pagina aggiornata al 13 gen 2025. |

- 11 gennaio - Michele I Rangabe, imperatore bizantino
- 25 gennaio - Papa Gregorio IV, papa italiano
- 14 giugno - Ugo di San Bertino, abate franco
- Ashinas, generale
- Berà, conte di Barcellona, conte
- Eldrado di Novalesa, abate (n. 781)
- Galindo I d'Aragona, conte
- Goztomuizli, sovrano obodrita
- Merfyn Frych ap Gwriad, sovrano inglese